# Hypergeometrische verdeling
In de kansrekening is de hypergeometrische kansverdeling een discrete kansverdeling die de kansen geeft op de aantallen successen bij een vast aantal trekkingen zonder terugleggen uit een eindige populatie. Het is het analogon van de binomiale verdeling als er sprake is van een steekproef zonder terugleggen. De kansen op succes en mislukking veranderen dus per trekking en zijn afhankelijk van vorige uitkomsten.

## Definitie
In een serie van {\displaystyle n} aselecte trekkingen zonder terugleggen uit een eindige populatie ter grootte {\displaystyle N}, waarin {\displaystyle M} successen en {\displaystyle N-M} mislukkingen zijn, wordt de kans op {\displaystyle m} successen voor {\displaystyle m=0,1,\ldots ,n} gegeven door:
{\displaystyle p(m)={\frac {{M \choose m}{N-M \choose n-m}}{N \choose n}}}.
Als de stochastische variabele {\displaystyle X} het aantal successen bij de {\displaystyle n} trekkingen voorstelt, geldt:
{\displaystyle P(X=m|N,M,n)=p(m)}
en zegt men dat {\displaystyle X} hypergeometrisch verdeeld is met parameters {\displaystyle N,M} en {\displaystyle n}.

## Verwachtingswaarde en variantie
De verwachtingswaarde van een hypergeometrisch verdeelde stochastische variable {\displaystyle X} is: 
{\displaystyle {\rm {E}}(X)=n{\frac {M}{N}}}
De variantie is: 
{\displaystyle {\rm {var}}(X)=n{\frac {M}{N}}\left(1-{\frac {M}{N}}\right){\frac {N-n}{N-1}}}
De variantie verschilt een factor
{\displaystyle {\frac {N-n}{N-1}}}
van de variantie in het geval van trekken met terugleggen of bij trekken uit een oneindige populatie met succeskans {\displaystyle p=M/N}. De wortel uit deze factor
{\displaystyle {\sqrt {\frac {N-n}{N-1}}}}
heet eindige populatie-correctiefactor of correctiefactor voor eindige populatie.

### Voorbeeld
Stel in een bak bevinden zich 5 blauwe en 4 rode ballen. Er worden willekeurig 3 ballen uit de bak gepakt. Hoe groot is de kans dat er (precies) twee blauwe ballen bij die 3 zijn?
In dit geval is {\displaystyle N=9,\,M=5} en {\displaystyle n=3}. De kans op {\displaystyle m=2} blauwe ballen is dus:
{\displaystyle P(X=2|9,5,3)={\frac {{5 \choose 2}{4 \choose 1}}{9 \choose 3}}={\frac {10\cdot 4}{84}}=0{,}476}
Op eenzelfde manier kunnen de kansen op 0 blauwe ballen (4.8%); 1 blauwe bal (35.7%) en 3 blauwe ballen (11.9%) bepaald worden.